# Бевацана (Венеција)
Бевацана (итал. Bevazzana) је насеље у Италији у округу Венеција, региону Венето.
Према процени из 2011. у насељу је живело 349 становника. Насеље се налази на надморској висини од 1 м.